# Герштейн, Хаим Срулевич
Ха́им Сру́левич Герште́йн (партийный псевдоним Типограф; 1903, Кишинёв, Бессарабская губерния — 1963, Москва) — участник коммунистического подполья в Бессарабии, советский партийный деятель. Секретарь Временного обкома Коммунистической организации Бессарабии с декабря 1922 года, в 1937—1938 годах — секретарь Бессарабского обкома Коммунистической партии Румынии.

## Биография
Родился в Кишинёве, где в 1919 году окончил вечернюю гимназию и в 1920 году начал работать в типографии. С декабря 1922 года был секретарём Временного обкома Коммунистической организации Бессарабии, делегат Пятого конгресса Коминтерна (1924), на Третьем съезде Коммунистической партии Румынии избран членом контрольной комиссии. В июле 1930—октябре 1931 годов — ответственный руководитель подпольных типографий Бессарабского обкома партии, с октября 1931 года — инструктор, в 1937—1938 годах — секретарь Бессарабского обкома Компартии Румынии. В 1939—1940 годах — активист профсоюза типографов. Неоднократно подвергался арестам.
После присоединения Бессарабии к СССР в 1940 году стал директором типографии в Кишинёве. С 1942 года — в рядах Красной Армии, демобилизован после ранения в 1943 году.
В 1945—1947 годах — редактор отдела союзной информации Телеграфного агентства Молдавской ССР, в 1948—1949 годах — ответственный секретарь районной газеты «Колхозникул» в селе Окница (теперь райцентр Окницкого района Молдавии). В 1949—1960 годах — работник Управления дипломатического корпуса МИДа СССР.
Жена — Этл (Елизавета) Янкелевна Нитокер (1910, Оргеев — 1992, Москва); сын Александр (род. 1945), научный сотрудник Всесоюзного научно-исследовательского института электроэнергетики.